# ممنوعیت سبز
ممنوعیت سبز نوعی اقدام اعتصابی است که معمولاً توسط یک اتحادیه کارگری یا سایر گروه‌های کارگری به صورت سازمان‌یافته انجام می‌شود این نوع اقدام معمولاً برای اهداف محیط‌زیست یا حفاظت از محیط زیست انجام می‌شود. این اقدام عمدتاً در استرالیا در دهه ۱۹۷۰ به رهبری فدراسیون کارگران ساختمانی (BLF) برای محافظت از پارک‌ها، مسکن‌های کم درآمد و ساختمان‌های با اهمیت تاریخی استفاده شد.

## تأثیرات بین‌المللی
اگرچه ممنوعیت سبز تنها برای سه تا چهار سال در استرالیا اجرا شد، اما به طور قابل توجهی بر سیاست بین‌الملل تأثیر گذاشت، زیرا به نظر می‌رسد این جنبش به ادغام کلمه «سبز» در اصطلاحات سیاسی جهان کمک کرده است.

## ممنوعیت سبز قابل توجه

### آدلاید
- نوروود ولودروم

### نیوکاسل
- شرق پایان